# St. Georg (Dieterode)

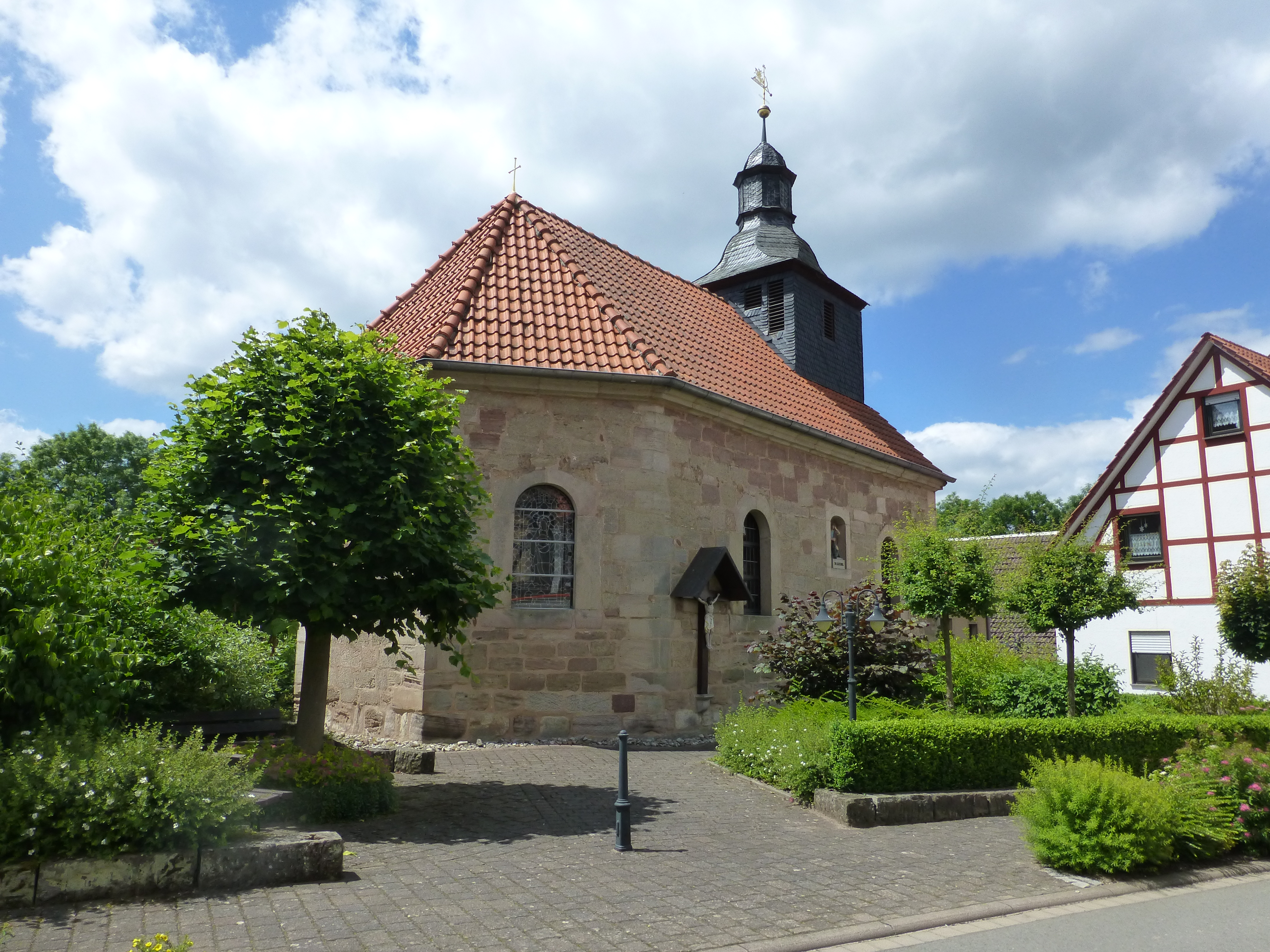
Römisch-katholische Kirche St. Georg in Dieterode

Die römisch-katholische Filialkirche St. Georg steht in Dieterode im thüringischen Landkreis Eichsfeld. Sie ist Filialkirche der Pfarrei St. Philippus und Jakobus Ershausen im Dekanat Dingelstädt des Bistums Erfurt. Sie trägt das Patrozinium des heiligen Georg.

## Geschichte
Nach dem Abriss der Vorgängerkirche die 1520 gebaut worden war, wurde 1785 die heutige Kirche errichtet. Nach einem Brand am 10. November 1946 musste die gesamte Einrichtung erneuert werden.

## Ausstattung

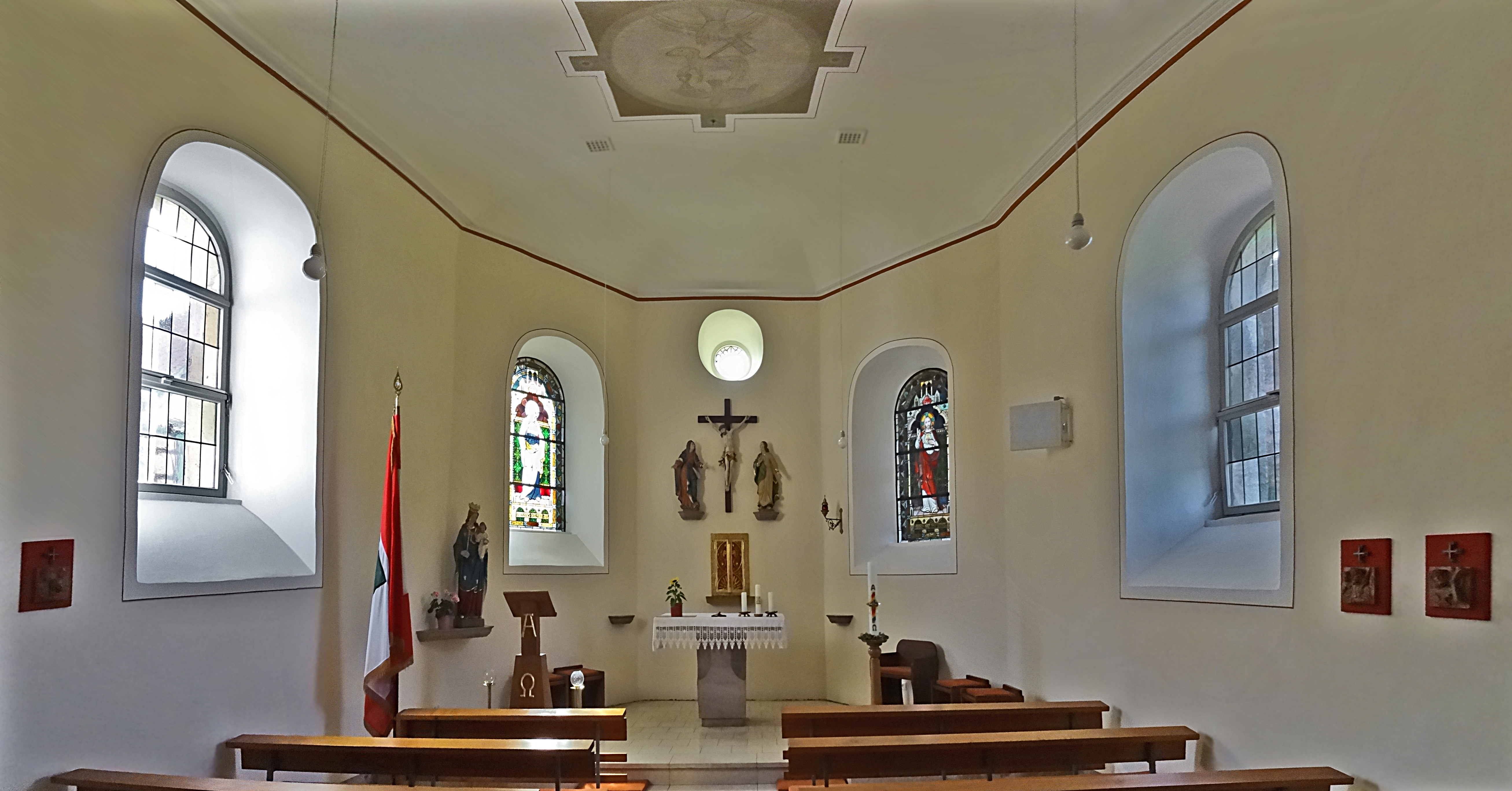
Innenansicht

2018 wurden zwei wiedergefundene und restaurierte Altarbilder des ehemaligen Hochaltares in der Kirche aufgehängt. Der Hochaltar war 1894 von Dieteröder Bildhauer Christoph Staender geschaffen und nach dem II. Vaticanum abgebaut und eingelagert worden. Die Bilder zeigen die Heilige Familie und Gott Vater und das andere die Übergabe des Rosenkranzes von Maria an Dominikus.
Am 16. April 1978 wurde der heutige Volksaltar von Bischof Hugo Aufderbeck geweiht.

## Orgel

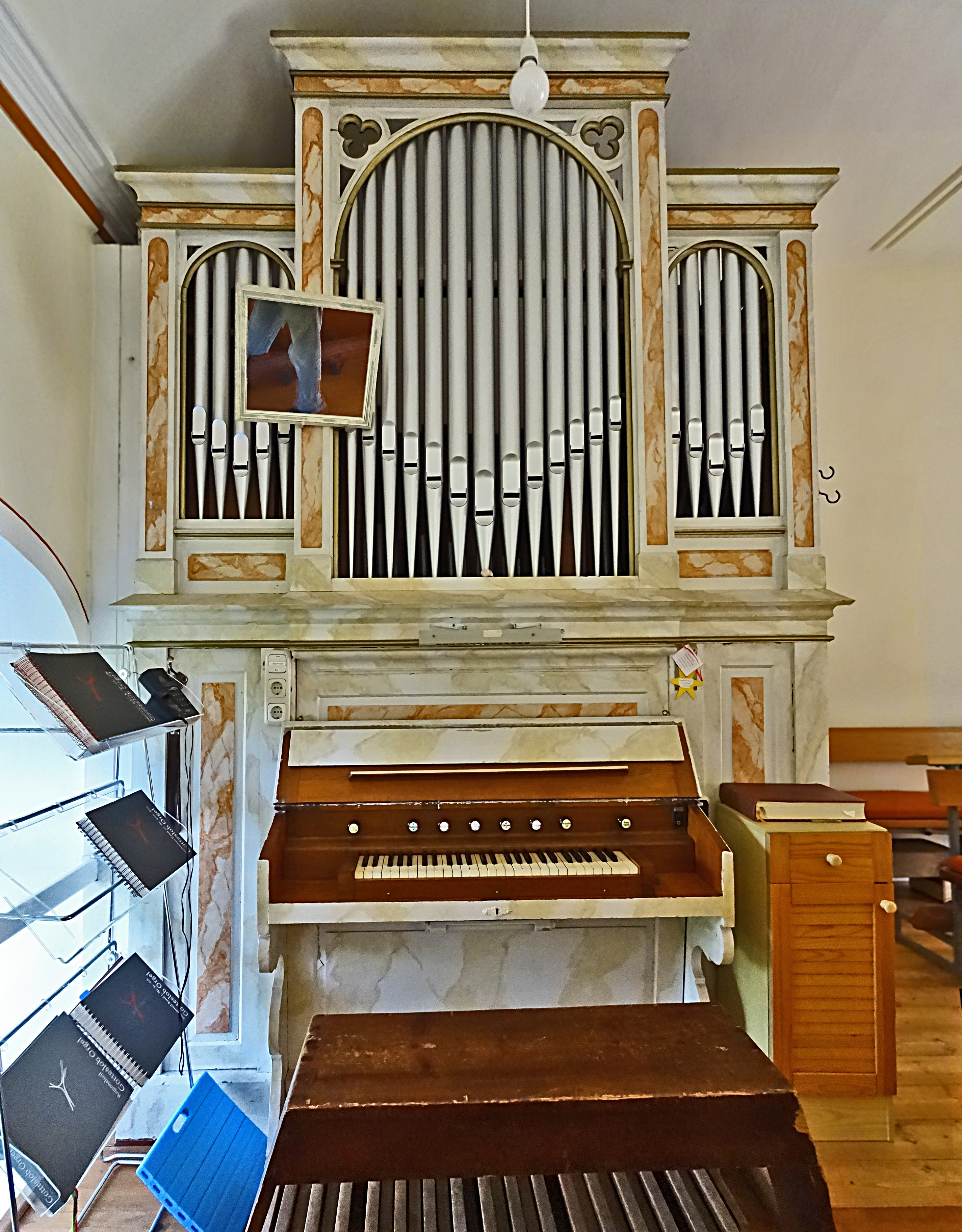
Krell-Orgel

Die Orgel wurde um 1880 von Louis Krell gebaut. Das Instrument hat 5 Register, verteilt auf ein Manual und Pedal. 1979 wurde das Instrument von Orgelbau Brode restauriert.